# ¡Qué despadre!
¡Qué despadre! es una película de comedia mexicana de 2022 dirigida por Pedro Pablo Ibarra y escrita por Adriana Pelusi y Rafael Gaytán. Es un remake de la película argentina "Igualita a mí" de 2010. Está protagonizada por Mauricio Ochmann, Fiona Palomo y Sandra Echeverría. Se estrenó el 17 de febrero de 2022 en cines mexicanos.

## Sinopsis
Pedro es un hombre soltero de cuarenta años que vive la noche de fiesta en fiesta y duerme de día. Pero su vida cambiará cuando Aline, una joven muy cariñosa, le asegura que está buscando a su padre y al parecer, hay muchas probabilidades de que sea él.

## Elenco
Los actores que participan en esta película son:
- Mauricio Ochmann como Pedro
- Fiona Palomo como Aline
- Sandra Echeverría como Helena
- Juan Diego Covarrubias como Gabriel
- Mauricio Barrientos como Montemayor
- Paly Duval como Lorena
- Ana Claudia Talancón como Paula
- Diana Bracho como Ofelia
- Concepción Márquez como Francisca Medina
- Héctor Suárez como Dr. Mauricio Oscoy Galindo
- Magali Boysselle como Rocío
- Ricardo Fastlicht como Inversionista animado
- Anabel Ferreira como Señora emperifollada
- Diego Klein como Inversionista serio

## Recepción

### Recepción de la crítica
Oscar Velázquez de CineFX destaca el excelente trabajo actoral de Fiona Palomo y que se siente fresca para este tipo de películas, pero también critica las actuaciones de los personajes secundarios, calificándolos de "poco expresivos", además de comentar su poco desarrollo. Por otro lado, Superusuario de Cinexplicación calificó la película como cliché y predecible, pero eso no hace que la película sea mala, solo la hace más simple y liviana, también destaca el debut actoral de Fiona Palomo, calificándola de limpia y carismática.

### Premios y nominaciones
| Año  | Premio           | Categoría                | Candidato                | Resultado | Ref.   |
| ---- | ---------------- | ------------------------ | ------------------------ | --------- | ------ |
| 2023 | Premios Canacine | Mejor película           | ¡Qué despadre!           | Nominado  | [ 9 ]  |
| 2023 | Premios Canacine | Mejor director           | Pitipol Ybarra           | Nominado  | [ 9 ]  |
| 2023 | Premios Canacine | Mejor debutante femenina | Fiona Palomo             | Ganadora  | [ 10 ] |
| 2023 | Diosas de Plata  | Mejor actor de reparto   | Juan Diego Covarrubias   | Nominado  | [ 11 ] |
| 2023 | Diosas de Plata  | Mejor debutante femenino | Fiona Palomo             | Ganadora  | [ 12 ] |
| 2023 | Diosas de Plata  | Mejor música             | Raúl Vizzi y Luca Ortega | Nominado  | [ 11 ] |